# ستانلي (نيو برونزويك)
ستانلي (بالإنجليزية: Stanley, New Brunswick)‏ هي قرية تقع في كندا في نيو برونزويك. يقدر عدد سكانها بـ 419 نسمة .

## أعلام
- كيرك ماكدونالد